# Аркуа-Полезіне
Аркуа-Полезіне (італ. Arquà Polesine, вен. Arquà Połesine) — муніципалітет в Італії, у регіоні Венето, провінція Ровіго.
Аркуа-Полезіне розташована на відстані близько 360 км на північ від Рима, 70 км на південний захід від Венеції, 7 км на південний захід від Ровіго.
Населення — 2785 осіб (2014).
Покровитель — Андрій Первозваний.

## Демографія
Населення за роками:

Станом на 1 січня 2023 року в муніципалітеті офіційно проживали 182 іноземці з 23 країн, серед них 35 громадян країн Євросоюзу та 9 громадян України.

## Сусідні муніципалітети
- Бозаро
- Коста-ді-Ровіго
- Фрассінелле-Полезіне
- Полезелла
- Ровіго
- Вілламарцана